# نقل الدم الذاتي
نَقل الدَم الذاتي (بالإنجليزية: Autotransfusion)‏ هي عملية يتم فيها نقل دم المريض نفسه إليه مرة أخرى بعد خروجه من جسمه وهي تختلف عن عملية نقل الدم التي تشمل شخصين مختلفين; متبرع ومتلقي. يتم في هذه العملية تجميع دم المريض المفقود أثناء العمليات التي تُفقد فيها كميات كبيرة من الدم كعمليات تركيب مفصل صناعي وجراحات الحبل الشوكي وجراحات الأوعية الدموية وإعادة ضخ هذا الدم المُجمّع داخل أوردة المريض بعد انتهاء العملية.
أُجري نقل الدم الذاتي لأول مرة عام 1818, واستمر العمل به حتى الحرب العالمية الثانية، ثم تراجع الاهتمام به لارتفاع أعداد المتبرعين والاعتماد كليًا على نقل الدم الغير ذاتي من متبرع إلى متلقي، ثم عاد الاهتمام به مرة ثانية مؤخرًا بسبب إيجابياته العديدة ومنها تفادي انتقال العدوى من المتبرع إلى المتلقي .

## تاريخيًا
توجد أدلة تاريخية تشير إلى قيام طبيب بإجراء عملية نقل الدم الذاتي لمريضة أثناء فترة النفاس وذلك عام 1685 ، ولكن أول عملية نقل دم ذاتي موثقة كانت عام 1818 عندما قام طبيب إنجليزي بجمع الدم النازف من مهبل كل مريضة عانت من نزيف ما بعد الولادة، ومعالجة هذا الدم بالمياه المالحة وإعادة ضخه في أوردة المريضة. وتسببت هذه الطريقة في وفاة 75% من الحالات، ولكنها كانت بداية الانطلاق في تطوير عملية نقل الدم الذاتي.
وأثناء الحرب الأهلية الأمريكية أجرى الأطباء 4 عمليات نقل دم ذاتي. وقال الطبيب ج. دانكن أنه أجرى عملية نقل الدم الذاتي لمريض خضع لجراحة بتر إحدى ساقيه، حيث قام الطبيب بتجميع الدم الموجود في أوعية الطرف المبتور وإعادة ضخه في الدورة الدموية للمريض، ويبدو أن هذه الطريقة كانت ناجحة بشكل ما. كما وثق طبيب ألماني نجاح عملية نقل دم ذاتي أجراها لمريضة عانت من انفجار حمل خارج الرحم خضعت على أثره لعملية جراحية فقدت فيها كمية كبيرة من الدم عام 1914.
وإجري أول نقل دم ذاتي في أمريكا بنجاح عام 1917 أثناء عملية استئصال طحال لمريض يعاني من متلازمة بانتي وزاد تدريجيًا الاهتمام بإجراء تقنيات مختلفة لعمليات نقل الدم الذاتي أثناء إجراء جراحات الحمل خارج الرحم، النزيف داخل الصدر، واستئصال الطحال ، وإصابات وجروح البطن التي تسبب انثقاب أو انفجار أية أعضاء داخلية وجراحات الأعصاب.

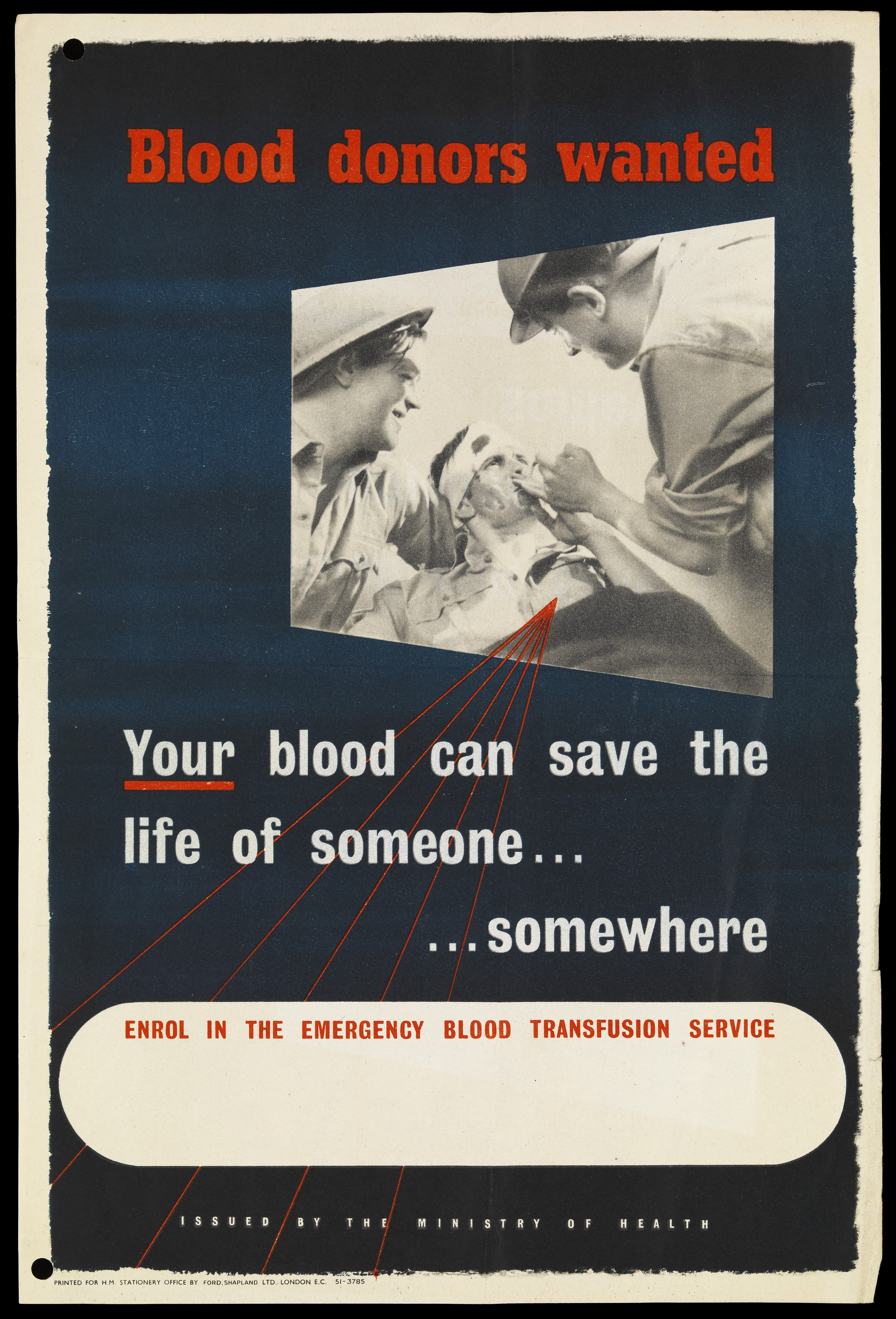
ملصق دعائي يدعو للتبرع بالدم لإنقاذ الجنود المصابين أثناء الحرب العالمية الثانية

وقد تراجع الاعتماد على نقل الدم الذاتي إبان الحرب العالمية الثانية بسبب إقبال المواطنين على التبرع بالدم فتوفرت كميات كافية لنقلها للمرضى والمصابين، وبعد الحرب تطورت تقنيات حفظ الدم وتحليل الدم للكشف عن العدوى وتحاليل التوافق بين المتبرع والمتلقي، وأُنشئت بنوك الدم لتلبي الحاجة المتصاعدة للمرضى والمصابين.
ثم عاد الاهتمام بنقل الدم الذاتي عام 1960 بسبب تطور الطب وخاصة قسم الجراحة، وقامت شركات طبية متخصصة بتصنيع أجهزة خاصة بنقل الدم الذاتي، ولكن العديد من المشاكل الصحية صحبت استخدامها منها انسداد الأوعية الدموية بفقاعات من الهواء تتسرب إلى داخل تيار الدم أثناء سحبه ونقله ومعالجته، واعتلالات خثرية ومشاكل انحلال الدم وتكسر كرات الدم الحمراء. فتم تطوير هذه الأجهزة ومنها ما استُخدِم أثناء الحرب بين كوريا وفايتنام. كما وُضِعَت برامج لتدريب الأطباء على إجراء نقل الدم الذاتي للمرضى.و مع بدء إجراء جراحات تغيير شرايين القلب في عام 1952، أصبح نقل الدم الذاتي محل دراسة وبدأ اتحاد جمعيات مدارس الطب الأمريكية حقبة جديدة من نقل الدم الذاتي من خلال تطوير أول وحدة نقل دم ذاتي متاحة تجاريا في عام 1968. وقام نظام العمل على جمع وتصفية كل الدم المفقود بسبب النزف أثناء العمليات الجراحية وإعادة إدخاله إلى الدورة الدموية للمريض، واستخدم الطرد المركزي ومحلول ملحي بسيط في تنقية الدم 
وشملت عيوب هذا النظام ضرورة إخضاع المريض للعلاج بالأدوية مضادة للتجلط، بالإضافة إلى استمرار احتمالية حدوث المشاكل السابقة مثل انسداد الأوعية الدموية بفقاعات من الهواء، واعتلالات خثرية ومشاكل انحلال الدم والفشل الكلوي.
وحديثًا قدمت شركة فريسيناس الطبية جهاز أكثر تطورًا لإجراء نقل الدم الذاتي عام 1995.
يمكن تصنيف نقل الدم الذاتي إلى ثلاثة أنواع هي: الدم غير المنقى، والدم المنقى باستخدام الطرد المركزي المتواصل، والدم المنقى باستخدام الطرد المركزي المتقطع. ويعد أول نوع هو الأكثر شيوعًا لبساطة إجراؤه وقلة تكلفته رغم مشاكله الطبية الكثيرة، حيث تحتاج أنظمة نقل الدم بعد التنقية إلى متخصص مدرب جيدًا ويتم فيها التخلص من كل مكونات الدم ما عدا كرات الدم الحمراء ومعالجتها بواسطة المحلول الملحي ولذلك نادرًا ما قد تنتج عنه مشكلات كالسابقة.

## الدواعي الطبية
يتم اللجوء إلى نقل الدم الذاتي في حالات المرضى ذوي فصائل الدم النادرة والمقرر له الخضوع لعمليات جراحية قد تسبب في فقد وحدة دم كاملة أو أكثر، أو في حالات نقص توافر الدم من المتبرعين، أو في حالة الخوف من انتقال عدوى من المتبرع إى ل المريض المتلقي.
وتجرى عملية نقل الدم الذاتي إما أثناء العملية الجراحية نفسها أو بعد انتهائها.

## المميزات
- احتمالية أقل لانتقال الفيروسات المعدية من دم المتبرع إلى دم المتلقي في حالة نقل الدم الغير ذاتي
- يتم إجراؤه بسرعة أكبر من سرعة توفير دم من متبرع في حالة نقل الدم الغير ذاتي
- يؤدي إلى رفع البوتاسيوم بدرجات أقل كثيرًا مما يسببها نقل الدم المحفوظ في بنوك الدم إلى المريض والذي قد يتسبب في مشاكل صحية كثيرة
- لا يغير من الأس الحمضي لدم المريض كما يفعل نقل الدم الغير ذاتي

## العيوب
يخضع الدم لعملية ترشيح وتنقية قبل إعادة إدخاله إلى الدورة الدموية للمريض بعد خروجه فتُفقد الكثير من مكونات الدم وهي :
- بلازما الدم
- جزيئات المضادات الحيوية المرتبطة بجزيئات البلازما
- الصفائح الدموية

ويعتبر التخلص من هذه المكونات متعمدًا لتقليل احتمالية حدوث جلطات داخل أوعية المريض بعد إعادة ضخ الدم بطريقة نقل الدم الذاتي، ولكن فقدها قد يكون خطيرًا في حالة تعرض المريض لنزف أكثر من نصف دمه، وفي هذه الحالة إن تم علاج المريض بطريقة نقل الدم الذاتي فلابد من تزويده بوحدات محسوبة من الصفائح الدموية والبلازما المثلجة بطريقة النقل الغير ذاتي.
- خلايا الدم البيضاء
- الإنزيمات الموجودة داخل الخلايا
- البوتاسيوم
- عوامل التجلط النشطة

## محظورات
يحظر إجراء نقل الدم الذاتي في الحالات الآتية :

### تلوث غرفة العمليات
ترتفع احتمالية تلوث الدم في حالة إجراء جراحات الجهاز الهضمي نتيجة خروج محتويات الأمعاء إلى مسرح العملية بما في ذلك البكتيريا والضلات الموجودة داخل الجهاز الهضمي، ولذلك لابد من فحص الدم النازف جيدًا قبل إعادته إلى الدورة الدموية للمريض، وفي حالة اكتشاف وجود تلوث بالدم يمنع نقل هذا الدم نهائيًا، وفي حالة احتياج المريض بشدة لهذا الدم المفقود فإنه يتم معالجته بمحلول ملحي ونقله للمريض بعد أخذ إفادة موافقة من الجراح.

### جراحة الولادة القيصرية
يحظر إجراء نقل الدم الذاتي في حالات جراحات الولادة القيصرية لاحتمالية الإصابة بانسداد الأوعية الدموية بجزيئات السائل الأمينوسي المتسرب من داخل الرحم والمختلط بالدم المفقود أثناء العملية والذي قد لا يتم التخلص منه تمامًا حتى بعملية الترشيح والتنقية، وفي حالة تعرض حياة المريضة للخطر نتيجة النزف الشديد يمكن استخدام الدم المفقود ونقله عن طريق نقل دم الدم الذاتي ولكن بعد أخذ إفادة موافقة من الجراح.

### جراحات الأورام
لاحتمالية تسرب بعض الخلايا السرطانية إلى الدم النازف وعدم التخلص منها في عملية الترشيح والتنقية، فتدخل مرة أخرى مع الدم المنقول ذاتيًا ما قد يسبب إصابة المريض بالسرطان مرة ثانية.